# Зубов, Пётр Яковлевич
Пётр Яковлевич Зубов (1898, Тифлис, Российская империя — 1952, Москва, РСФСР, СССР) — советский разведчик, резидент в Чехословакии, глава разведывательной школы НКВД, полковник.

## Биография
Родился в рабочей семье. В 1917 году закончил железнодорожное училище и поступил техником-десятником на Закавказскую железную дорогу, одновременно посещая лекции Тифлисского народного университета. В 1918 году во время Гражданской войны вступил в партию большевиков, а с 1919 года был членом большевистской боевой дружины. После высадки британского экспедиционного корпуса в Закавказье власть в Грузии захватило меньшевистское правительство, и в марте 1920 года Пётр был арестован и помещён в Кутаисскую тюрьму. В заключении он пробыл недолго, в том же году в соответствии с договором между РСФСР и Грузией был освобождён и выслан в Россию, где поступил на работу в ЧК Горской республики.
После освобождения Закавказья от английских и турецких интервентов возвратился в Тифлис, где до 1927 года работал на оперативных должностях в Грузинской ЧК. Руководил мероприятиями по разгрому подпольных антисоветских центров, участвовал в ликвидации повстанческого штаба меньшевиков и нескольких подпольных типографий. Был заместителем начальника секретного отдела Закавказского ГПУ. Также с 1922 года возглавлял отделение разведки, следившее за связями и грузинских меньшевиков, и их агентуры в Турции. В 1928 году был направлен в резидентуру ОГПУ в Стамбуле. Здесь Зубов работал под именем Петра Ивановича Гришина и под «прикрытием» должности сотрудника консульского отдела полномочного представительства СССР. В Турции находился до июня 1930 года, когда резидент нелегальной резидентуры Георгий Сергеевич Агабеков, влюбившийся в англичанку, направился на пароходе во Францию, где обратился к местным властям с просьбой предоставить ему политическое убежище. Агабеков сделал ряд антисоветских заявлений, которые были опубликованы во французской и эмигрантской прессе.
Однако в центральном аппарате внешней разведки Зубов не задержался, было принято решение вернуть его на работу в Закавказское ГПУ. Занимался борьбой с бандитизмом и организованной преступностью, лично принимал участие в ликвидации бандформирований в Грузии и Абхазии. За мужество и героизм, проявленные в боях с бандформированиями, в 1930 году был награждён Почётным именным оружием, в 1931 году получена очередная награда, Почётная грамота коллегии ОГПУ.
В июле 1931 года был направлен в Париж в качестве оперативного работника резидентуры ОГПУ. Здесь он занимался в основном разработкой антисоветской грузинской эмиграции, нашедшей убежище во Франции и мечтавшей о свержении советской власти в Закавказье. Хорошо зная обстановку в эмигрантских кругах, психологию и менталитет грузинских меньшевиков, а также владея грузинским языком, вскоре приобрёл ряд ценных источников в кругах белой эмиграции, в том числе в ближайшем окружении лидера грузинских меньшевиков Ноя Жордании, поддерживавшего тесные связи с британской и французской разведками. Благодаря полученным от агентов сведениям, советским чекистам удалось предотвратить ряд терактов на территории СССР. Среди операций, планировавшихся британской разведкой, была и террористическая акция на Кавказе под кодовым наименованием «Диверсия», а также готовившееся англичанами покушение на И. В. Сталина. За успешную работу в парижской резидентуре он был награждён орденом Красного Знамени.
В мае 1933 года возвратился в Москву и стал сотрудником центрального аппарата разведки. Здесь он работал до 1937 года когда в апреле был назначен резидентом НКВД в Праге. Сюда он прибыл с паспортом на имя 2-го секретаря полпредства Николая Васильевича Привалова. В 1935 году Советский Союз и Чехословакия подписали секретное соглашение о сотрудничестве по линии разведслужб. Для решения практических вопросов взаимодействия Москву посетил руководитель чехословацкой разведки полковник Франтишек Моравец. В годы войны, находясь в эмиграции в Лондоне, он был ценным источником советской внешней разведки. Первоначально это сотрудничество курировалось по линии Разведывательного управления Красной армии. В 1937 году И. В. Сталиным было принято решение поручить поддержание контакта по линии разведслужб обеих стран внешней разведке органов государственной безопасности. В Праге решением практических вопросов взаимодействия было поручено заниматься Петру Яковлевичу Зубову.
В 1938 году президент Чехословакии Эдвард Бенеш обратился к Сталину с просьбой поддержать его действия по свержению правительства Стоядиновича в Белграде, которое проводило враждебную Праге политику. По специальному указанию Сталина для поддержки переворота в Белграде в 1938 году на НКВД возлагалась задача организовать финансирование сербских офицеров-боевиков, затеявших подготовку антиправительственного переворота. Деньги заговорщикам было поручено передать резиденту НКВД в Праге Зубову. Пётр Яковлевич выехал в Белград и встретился с руководителями антиправительственного заговора. В беседе с ними он убедился в том, что подобранные чешской разведкой на роль руководителей переворота люди являются авантюристами, не имеющими серьёзной опоры в армии и обществе. Он отказался выдать им 200 тысяч долларов США, выделенных Сталиным, и возвратился в Прагу. В Москву ушла соответствующая шифрованная телеграмма. Ознакомившись с ней, Сталин приказал отозвать в Москву и арестовать Зубова, который осмелился не выполнить конфиденциальное поручение. В заключении он оставался вплоть до начала Великой Отечественной войны.
В Лефортовской тюрьме подвергался жестоким избиениям по приказу Богдана Кобулова (который когда-то, приезжая из Грузии, останавливался у него дома) с участием полковника Родоса, ему дробили колени, в результате чего стал инвалидом, но на самооговор так и не пошёл.
Осенью 1939 года, после захвата Польши, резидент польской «двуйки» в Берлине полковник Юрек Сосновский и богатый польский князь Януш Радзивилл, поддерживавший в предвоенное время контакты с Германом Герингом и английскими аристократами, попали в руки НКВД. Оба поляка были доставлены на Лубянку, где содержались во внутренней тюрьме и разрабатывались в качестве агентов. Павел Анатольевич Судоплатов, исполнявший в то время обязанности заместителя начальника разведки, предложил Л. П. Берии, лично знавшего Зубова по работе в ГССР, поместить его в одну камеру с полковником Сосновским. Зубов бегло говорил на французском и немецком языках, его перевели из Лефортова. Находясь с Сосновским в одной камере, он убедил поляка в том, что имеет прямой смысл сотрудничать с советской разведкой. После успеха его оформили как сокамерника князя Януша Радзивилла, с ним в камере он находился в течение месяца. Впоследствии князь Радзивилл был завербован с помощью П. Зубова. К тому времени условия содержания разведчика изменились: ему позволяли обедать и ужинать в кабинете П. А. Судоплатова, причём еда заказывалась в ресторане НКВД. Всё ещё находясь под стражей, в сопровождении конвоира ходил в поликлинику НКВД на медицинские процедуры. После освобождения из-под стражи Пётр Яковлевич был по ходатайству П. А. Судоплатова назначен начальником германского отделения Особой группы, преобразованной в феврале 1942 года в 4-е Управление НКВД/НКГБ СССР. В годы войны он руководил подготовкой и заброской в глубокий тыл врага специальных разведывательных групп, в том числе для восстановления утраченной связи с «Красной капеллой».
После войны, когда в 1946 году министром госбезопасности стал 38-летний генерал-лейтенант В. С. Абакумов, Петру Яковлевичу пришлось срочно выйти в отставку по состоянию здоровья, поскольку в предвоенные годы именно Абакумов был причастен к его делу и приказывал начальнику следственной части Сергиенко жестоко избивать разведчика. Однако в 1948 году о нём снова вспомнили, в январе этого года он по заданию Сталина и Молотова вместе с П. А. Судоплатовым выезжал в Прагу. Учитывая тесные связи Петра Яковлевича Зубова с Э. Бенешем в предвоенные годы, на него была возложена задача убедить чехословацкого президента поручить лидеру компартии Чехословакии Клементу Готвальду сформировать правительство. Эта задача была успешно решена разведчиком.
Умер в 1952 году. Похоронен на Ваганьковском кладбище (Суриковская аллея, участок 20)

### Звания
- полковник;

### Награды
Награждён орденами Ленина, Красного Знамени, Отечественной войны I степени, Красной Звезды, а также многими медалями.